# Colorado Ranger
Colorado Ranger – rasa koni wszechstronnych, użytkowanych do różnorodnych zadań. W USA, zwłaszcza w Kolorado, znajduje zastosowanie w turystyce jeździeckiej, głównie na długich dystansach. Jest to jedna z najbardziej charakterystycznych amerykańskich ras koni. Ma szlachetne pochodzenie; założycielami tej rasy były dwa ogiery: arabski Leopard i berberyjski Linden Tree.

## Pokrój
Głowa z lekko garbatym profilem i dużymi oczami. Szyja mocna i umięśniona. Klatka piersiowa głęboka, a zad dobrze umięśniony. Kończyny silne z bardzo twardymi kopytami i skośnymi łopatkami.

## Ogólne informacje
- Typ rasowy – gorącokrwisty
- Pochodzenie – USA
- Występowanie – USA
- Maść – dopuszczalne wszystkie, ale najczęściej występującą jest taranowata
- Wysokość w kłębie – 1,47 do 1,67 m
- Użytkowanie – koń wierzchowy i wszechstronnie użytkowy